# Pandemia de COVID-19 no Peru
Este artigo documenta os impactos da pandemia de coronavírus de 2020 no Peru pode não incluir todas as principais respostas e medidas contemporâneas.

## Linha do tempo

### Março de 2020

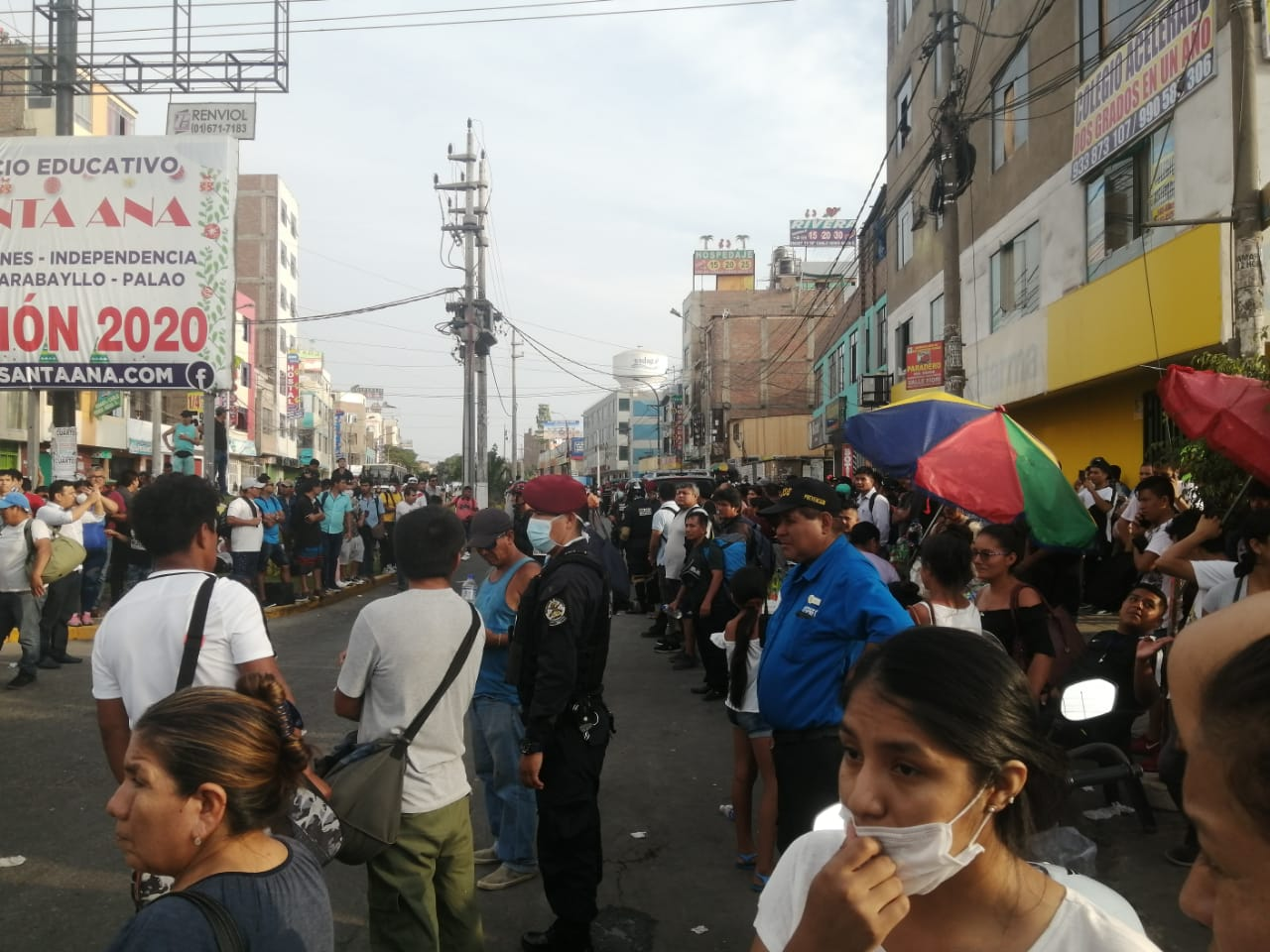
Pessoas em um mercado em Lima utilizando máscaras.

No dia 6 de março, o primeiro caso de COVID-19 no Peru foi confirmado, tratando-se de um peruano de 25 anos de Lima que havia retornado de viagem após visitar a França, Espanha e República Tcheca.
No dia 10 de março, 11 casos foram confirmados, dos quais 7 dos novos estavam relacionados ao paciente zero. No dia seguinte, 2 novos casos foram registrados. Devido à pandemia global, o governo peruano decidiu cancelar as aulas em escolas públicas e privadas até 30 de março.
No dia 15 de março, Martín Vizcarra, presidente do país, fez um anúncio nacional, declarando uma quarentena de 15 dias em vigor a partir de 16 de março, estabelecendo, de forma efetiva, medidas rigorosas após a divulgação do primeiro caso. Houve, portanto, proibição de todas as viagens, além da utilização de barcos, trens, ônibus e automóveis particulares.
Em 16 de março, um grupo de quarto mexicanos de Tamaulipas que passaram as férias em Cusco não puderam retornar ao México até 2 de abril, pois todos os voos foram cancelados e as fronteiras do Peru foram fechadas. Além disso, milhares de turistas americanos, israelenses, australianos e britânicos presos em Cusco e Lima não puderam deixar o país nas 24 horas entre o anúncio da quarentena e a suspensão de todos os voos. Neste dia, o presidente anunciou, também, uma quantidade de US$ 106 a ser entregue a famílias vulneráveis.
Em 17 de março, os cidadãos foram solicitados a preencher um formulário on-line para obter a permissão para sair de casa. Os militares foram às ruas de Lima para reforçar a medida, e as pessoas não puderam caminhar juntas nas vias públicas. À noite, por meio de um esforço organizado, peruano e residentes do Peru foram a suas varandas e janelas para aplaudir os trabalhadores da linha de frente, como médicos, militares, proprietários de lojas e policiais.
Em 18 de março, o governo intensificou as medidas de quarentena, implementando um toque de recolher das 8h às 17h, no qual os cidadãos não poderiam deixar suas casas. Um homem visto retirando o lixo naquela noite fio encurralado por carros e motos da polícia, sendo preso em seguida. Outras 153 pessoas em Lima e Callao foram detidas pela violação do toque de recolher.
Em 19 de março, o Ministério da Saúde do Peru informou a primeira morte em decorrência do vírus, tratando-se de um homem de 78 anos de idade. No mesmo dia, a quantidade de mortos foi atualizada para 3. Em 20 de março, Vizcarra anunciou que Elizabeth Hinostroza deixaria o cargo de ministra da Saúde em favor de Victor Zamora Mesia, que o presidente declarou ter mais experiência no setor de saúde pública e em quadros de pandemia. O presidente notou que, se os cidadãos seguissem corretamente as normas, o estado de emergência poderia ser suspenso ao final da quarentena.
Em 26 de março, Vizcarra fez anunciou que a quarentena seria prorrogada por 13 dias, até 12 de abril. Em 30 de março, o Presidente fez inseriu mais restrições ao toque de recolher, estendendo seu início para as 16h para os departamentos de La Libertad, Loreto, Piura e Tumbes, e as 18h para o resto do país, afim de limitar ainda mais o movimento. Como resposta, as mercearias que estavam abertas até as 16h e agora fecham às 15h. Nessa data, havia 950 exames positivos, 24 óbitos, 49 pacientes na UTI e 37 em ventilação mecânica.

### Abril de 2020

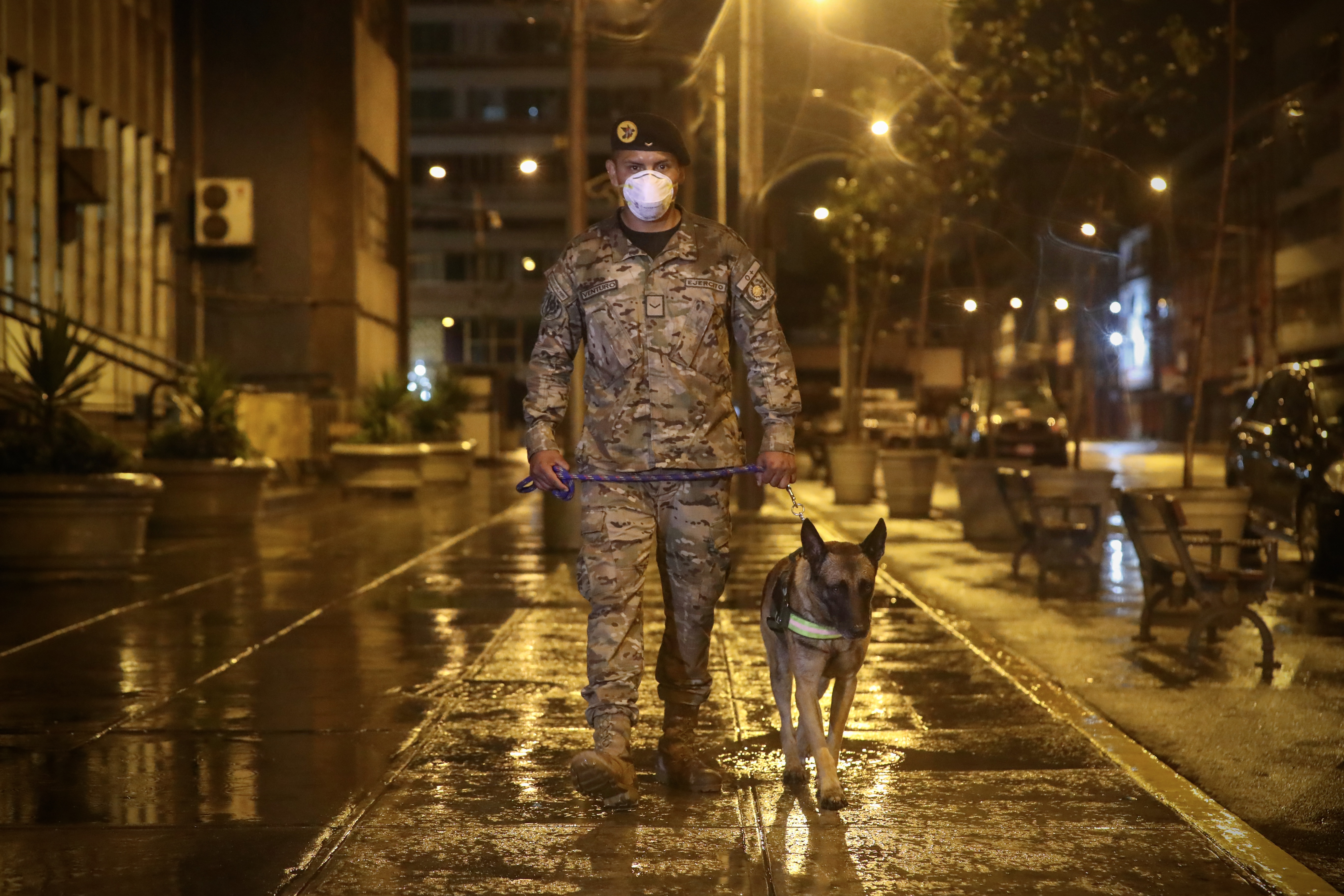
Um soldado peruano com seu cachorro patrulhando as ruas para forçar o toque de recolher.

Em 2 de abril, o Presidente fez um anúncio ao vivo ao país de que, pelos 10 dias restantes de quarentena, eles acrescentariam mais uma restrição para achatar a curva. A mobilização fora de casa será limitada por dias. Somente os homens poderão sair de casa para comprar mantimentos, remédios ou ir ao banco na segunda, quarta e sexta-feira. Somente mulheres são permitidas fora na terça, quinta e sábado. Ninguém é permitido no domingo. Essas restrições devem permitir uma fácil identificação pela polícia e militares (em vez de outras que exigem identificação mais precisa, como números pares e ímpares do número DNI de cada pessoa) e reduzir a circulação em 50%. O uso de máscaras em público foi oficialmente declarado obrigatório, embora tenha sido uma regra aplicada pela polícia e pelas forças armadas por algumas semanas até esse anúncio. Em 31 de março, existem 1.414 casos positivos, 189 pacientes hospitalizados e 51 na UTI.
Em 3 de abril, o governo anunciou que todos os estrangeiros atualmente no Peru terão seu visto automaticamente prorrogado até o final do estado de emergência. Após a retirada da quarentena, todos os turistas internacionais terão 45 dias para deixar o país. Em abril de 2020, o Departamento de Estado dos Estados Unidos anunciou que havia repatriado 4.680 americanos por meio de voos fretados do aeroporto de Washington Dulles para Lima e Cusco. Em 7 de abril, o Presidente anunciou que, para a Semana Santa, quinta e sexta-feira, ninguém poderá sair de casa para negócios regulares. Em 8 de abril, o Presidente Vizcarra estendeu novamente a quarentena por 2 semanas, até 26 de abril.
Em 10 de abril, o Vizcarra renunciou à rotação de gênero proposta anteriormente e restabeleceu que apenas um membro de uma família pode sair de casa por semana, de segunda a sábado. Isso foi parcialmente atribuído aos dias em que as mulheres foram autorizadas a sair culminando em longas filas e supermercados lotados, causando uma dificuldade em manter diretrizes de distanciamento social. Também permitiu a criação de memes virais de homens que foram solicitados a fazer compras no mercado doméstico.

### Maio de 2020
Em 22 de maio, o governo estendeu o lockdown até 30 de junho.